# 第4回国民体育大会
| 冬季大会スケート競技会 | 冬季大会スケート競技会 |
| ---------------------- | ---------------------- |
| 参加人数               | 937人                  |
| 競技数                 | 1競技                  |
| 開会式                 | 1月27日                |
| 閉会式                 | 1月30日                |
| 選手宣誓               | 高林 忠三郎            |
| 主競技場               |                        |
| 冬季大会スキー競技会   |                        |
| 参加人数               | 1,097人                |
| 競技数                 | 1競技                  |
| 開会式                 | 3月3日                 |
| 閉会式                 | 3月6日                 |
| 選手宣誓               | 井上 健二              |
| 主競技場               |                        |
| 夏季大会               |                        |
| 参加人数               | 1,338人                |
| 競技数                 | 1競技                  |
| 開会式                 | 9月15日                |
| 閉会式                 | 9月18日                |
| 選手宣誓               | 峰島 久吉              |
| 主競技場               | 野毛山プール           |
| 秋季大会               |                        |
| 参加人数               | 14,154人               |
| 競技数                 | 27競技                 |
| 開会式                 | 10月30日               |
| 閉会式                 | 11月3日                |
| 選手宣誓               | 児島 丈（陸上）        |
| 主競技場               |                        |

第4回国民体育大会（だい4かいこくみんたいいくたいかい）は1949年（昭和24年）に東京都を中心として開催された。
1947年（昭和22年）11月26日に大日本体育協会理事会にて、第3回福岡国体、第4回東京国体の開催が決定された。この大会では東京都が主催者に加わった。
大会旗リレーは前回開催地福岡市から東京都新宿区までの1,519km 492区間を総勢12,098人でリレーした。

## 冬季大会

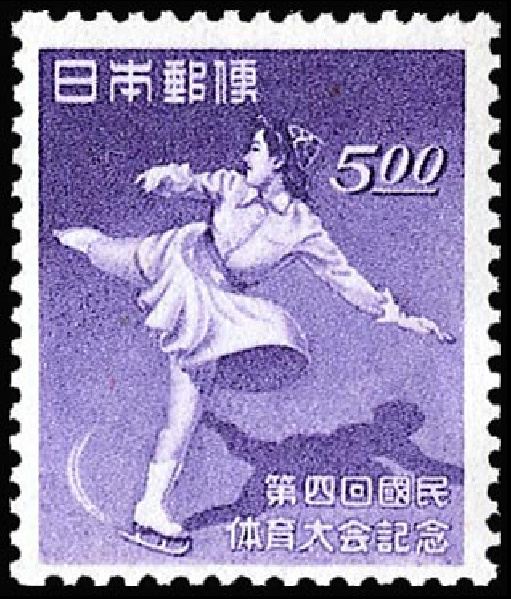
記念切手

### スケート競技会
第4回国民体育大会冬季大会スケート競技会は、1949年1月27日から1月30日を会期として長野県諏訪市で開催された。

#### 実施競技・会場一覧
| 競技名   | 種目種別       | 会場地 | 競技会場 |
| -------- | -------------- | ------ | -------- |
| スケート | スピード       | 諏訪市 | 蓼の海   |
| スケート | フィギュア     | 諏訪市 | 蓼の海   |
| スケート | アイスホッケー | 諏訪市 | 蓼の海   |

### スキー競技会
第4回国民体育大会冬季大会スキー競技会は、1949年3月3日から3月6日を会期として北海道札幌市で開催された。

#### 実施競技・会場一覧
- スキー - 北海道札幌市　手稲山　他

## 夏季競技

### 実施競技・会場一覧
- 水泳: 神奈川県横浜市 野毛山プール

## 秋季競技

### 実施競技・会場一覧
- 漕艇: 埼玉県戸田市 戸田ボートコース
- ヨット: 横浜市 本牧ヨットハーバー
- 陸上: 武蔵野市 市競技場
- サッカー: 武蔵野市 市蹴球場 他
- テニス: 千代田区 パレステニスコート
- ホッケー: 世田谷区 駒沢競技場
- ボクシング: 港区 芝公園ボクシング場
- バレーボール: 神奈川県横浜市 三ツ沢バレーコート
- 体操: 神奈川県横浜市 反町体育館
- バスケットボール: 港区、千代田区、板橋区 芝スポーツセンター 他
- レスリング: 港区東京ラグビー場体育館
- ウエイトリフティング: 千代田区 共立講堂
- ハンドボール: 世田谷区 駒沢競技場
- 自転車: 文京区 後楽園競輪場
- ソフトテニス（軟式庭球）: 文京区 後楽園テニスコート
- 卓球: 荒川区 城北体育館
- 軟式野球: 千葉県千葉市 県営球場 他
- 相撲: 昭和町 昭和町相撲場
- 馬術: 渋谷 代々木馬場
- 柔道: 文京区 講道館
- ソフトボール: 文京区 小石川運動場
- フェンシング: 港区 都立第六女高
- バドミントン: 千代田区 YMCA 他
- 弓道: 千代田区 済寧館
- ラグビーフットボール: 港区 東京ラグビー場
- 山岳: 山梨県富士吉田市 富士山
- 高校野球: 杉並区 上井草球場

## 総合成績

### 天皇杯
- 優勝: 東京都
- 準優勝: 北海道
- 3位: 大阪府

### 皇后杯
- 優勝: 東京都
- 準優勝: 北海道
- 3位: 京都府